# Blepharis boranensis
Blepharis boranensis är en akantusväxtart som beskrevs av K. Vollesen. Blepharis boranensis ingår i släktet Blepharis och familjen akantusväxter. Inga underarter finns listade i Catalogue of Life.